# 보스토크 1호
보스토크 1호(러시아어: Восток-1. "동방 1호")는 보스토크 계획의 소련 우주선으로, 세계 최초로 사람을 태우고 지구 궤도를 돈 우주선이다. 이 비행은 소련 우주 프로그램의 가장 큰 성공 중 하나이며 소련과 미국 간의 우주 경쟁에서 이정표로 여겨진다. 미국의 첫 유인 궤도 비행은 10개월 후인 1962년 2월에 머큐리-아틀라스 6호로 이루어졌다.
1961년 4월 12일 소련 우주비행사 유리 가가린이 보스토크 3KA 우주 캡슐을 타고 유인 우주 비행에 성공했다. 우주선은 모스크바 시간(MSK)으로 9시 7분, 소련의 바이코누르 우주 기지에서 발사되었다. 가가린은 고도 7km에서 하강캡슐로부터 분리된 후, 낙하산을 타고 사라토프주 옌겔스 남서쪽 26km의 스멜롭카 마을에 10시 53분에 귀환했다. 이와 별도로 낙하산이 달린 하강캡슐도 지상에 착륙했다. 비행은 발사부터 착륙까지 단 106분이 걸렸다.

## 배경
냉전 시대의 두 강대국이던 소련과 미국의 우주 경쟁은 1957년 소련이 세계 최초의 인공위성인 스푸트니크 1호를 쏘아 올리기 직전에 시작되었다. 양국은 특히 최초의 인간 우주 비행에 성공함으로써 우주 비행 기술을 빠르게 개발하고자 했다. 소련은 미국의 머큐리 계획과 경쟁하기 위해 비밀리에 보스토크 계획을 추진했다. 보스토크는 1960년 5월부터 1961년 3월까지 보스토크 로켓과 우주 캡슐을 시험하고 개발하기 위해 여러 차례의 선도적 무인 발사 임무를 수행했다. 이러한 임무의 성공 여부는 다양했지만, 마지막 두 임무인 코라블-스푸트니크 4호와 코라블-스푸트니크 5호는 완전한 성공을 거두며 최초의 승무원 탑승 비행을 가능해졌다.

## 비행사
보스토크 1호 캡슐은 우주비행사 한 명을 태울 수 있도록 설계되었다. 유리 가가린이 보스토크 1호의 주 조종사로 선발되었고, 게르만 티토프와 그리고리 넬류보프가 예비 조종사로 선발되었다. 승무원 배정은 임무 4일 전인 4월 8일에 공식적으로 이루어졌지만, 가가린은 적어도 몇 달 전부터 우주비행사 후보들 사이에서 가장 유력한 후보였다.
누가 임무를 수행할지에 대한 최종 결정은 우주비행사 훈련 책임자 니콜라이 카마닌의 의견에 크게 의존했다. 4월 5일 일기에서 카마닌은 가가린과 티토프 사이에서 아직 결정하지 못했다고 썼다. "내가 티토프를 선택하지 못하는 유일한 이유는 하루 비행에 더 강한 사람이 필요하다는 것이다." 카마닌은 상대적으로 짧은 단일 궤도 임무인 보스토크 1호에 비해 두 번째 임무인 보스토크 2호를 언급하고 있었다. 가가린과 티토프는 4월 9일 회의에서 이 결정을 통보받았고, 가가린은 매우 기뻐했고 티토프는 실망했다. 4월 10일, 이 회의는 텔레비전 카메라 앞에서 재연되었으며, 행사의 공식 영상으로 남게 되었다. 여기에는 가가린의 수락 연설이 포함되어 있었다. 관련된 비밀 수준을 나타내는 것으로, 다른 우주 비행사 후보 중 한 명인 알렉세이 레오노프는 나중에 우주 비행이 시작될 때까지 누가 임무에 선택되었는지 알지 못했다고 회상했다.

## 준비

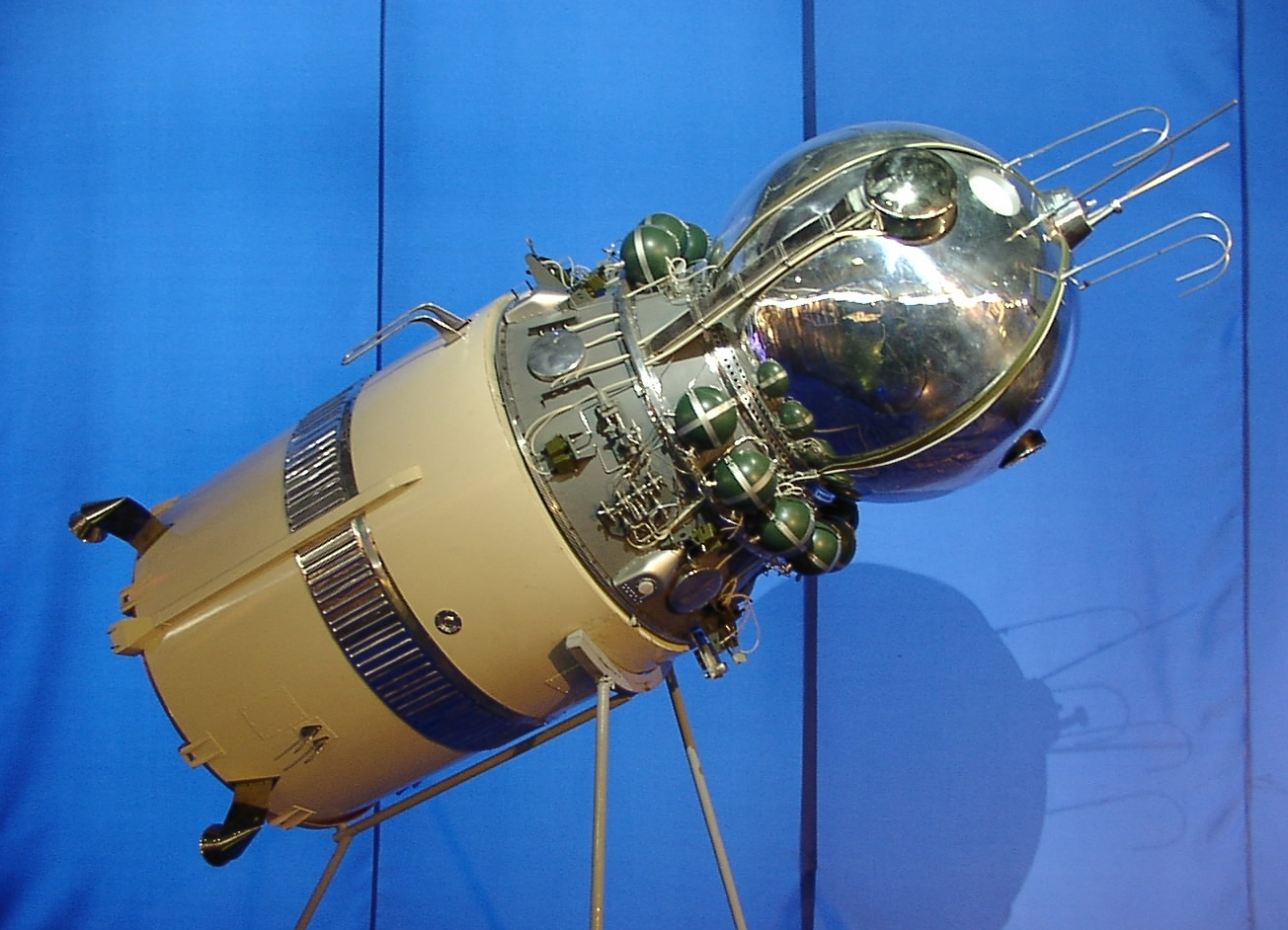
프랑크푸르트 공항의 "우주 속의 러시아" 전시회에 전시된 보스토크 우주선 상부 스테이지 모형

이후의 보스토크 임무와는 달리 우주선으로부터 신호를 수신할 수 있는 전용 추적 선박은 없었다. 대신 우주선과 통신하기 위해 커맨드 포인트라고 불리는 지상국 네트워크에 의존했는데, 이 커맨드 포인트는 모두 소련 내에 위치해 있었다.
무게 제약으로 인해 백업 역추진 로켓 엔진이 없었다. 우주선에는 역추진이 실패할 경우의 생존과 자연 궤도 붕괴를 허용하기 위해 13일 분량의 식량이 실렸다. 음식에는 가가린을 위한 음식이 포함되었다. 부스러기가 생기지 않는 음식에 중점을 두었기 때문에 가가린에게는 간고기 퓨레와 초콜릿 소스가 금속 치약 스타일의 튜브에 포장되어 제공되었다.
"СССР"라는 글자는 발사장으로 이송하는 동안 엔지니어 게르만 레베데프가 가가린의 헬멧에 손으로 직접 그렸다. U-2 조종사 프랜시스 게리 파워스가 격추된 지 1년도 채 되지 않았기 때문에, 레베데프는 국가 표식이 없다면, 우주비행사가 착륙한 스파이로 오인될 가능성이 있다고 판단했다.

### 자동 제어

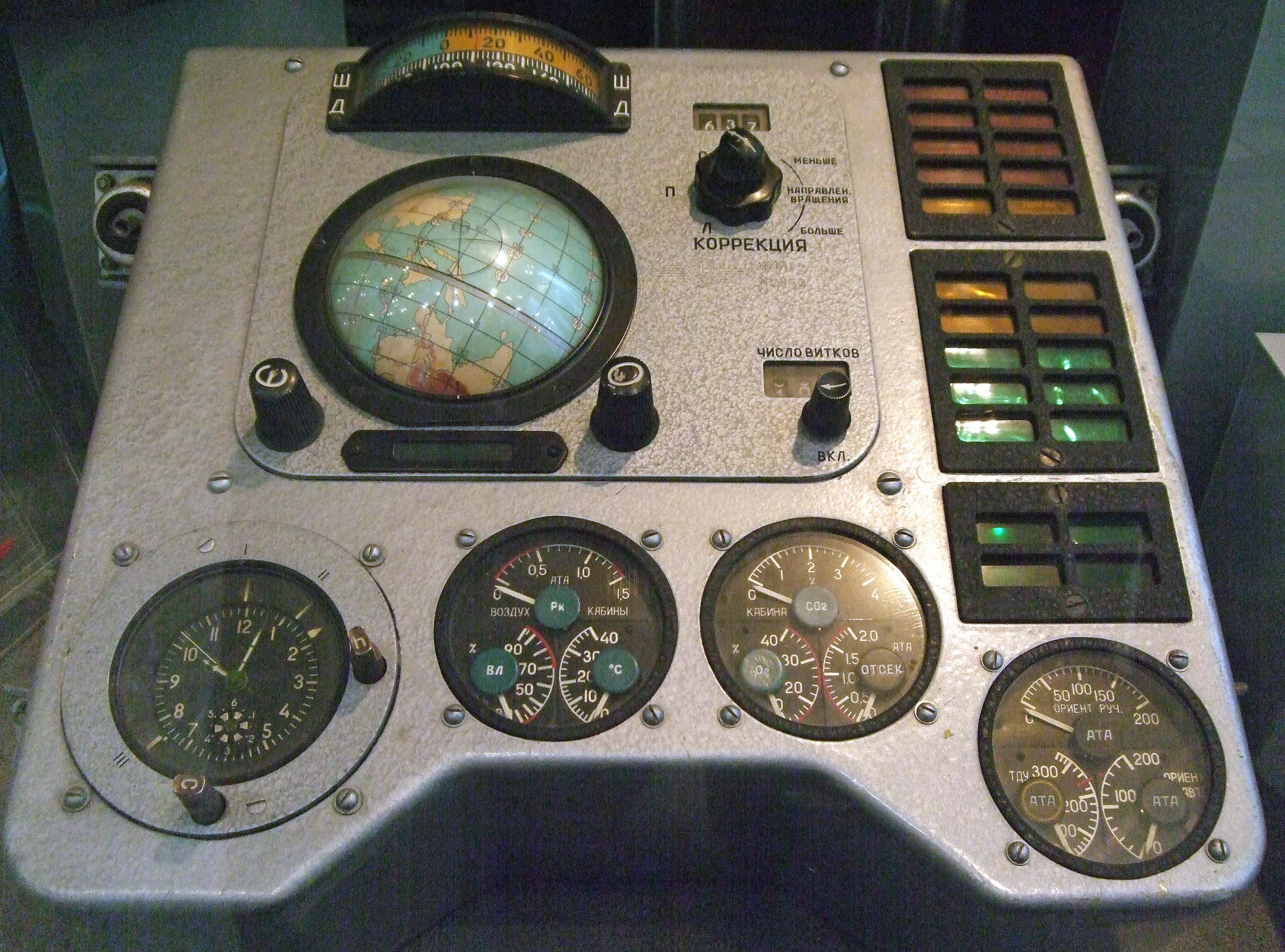
보스토크 1호 계기판의 일부분

전체 임무는 자동 시스템 또는 지상 통제에 의해 제어돤다. 의료진과 우주선 엔지니어들은 인간이 무중력 상태에 어떻게 반응할지 확신할 수 없었기 때문에 조종사의 수동 제어장치를 잠그기로 결정했다. 이례적인 조치로, 가가린이 비상시에 사용할 수 있도록 기내 봉투에 조종 장치를 잠금 해제하는 코드를 넣었다.:278 비행 전에 카마닌과 다른 사람들은 가가린에게 코드(1-2-5)를 전해주었다.

### 1961년 4월 11일

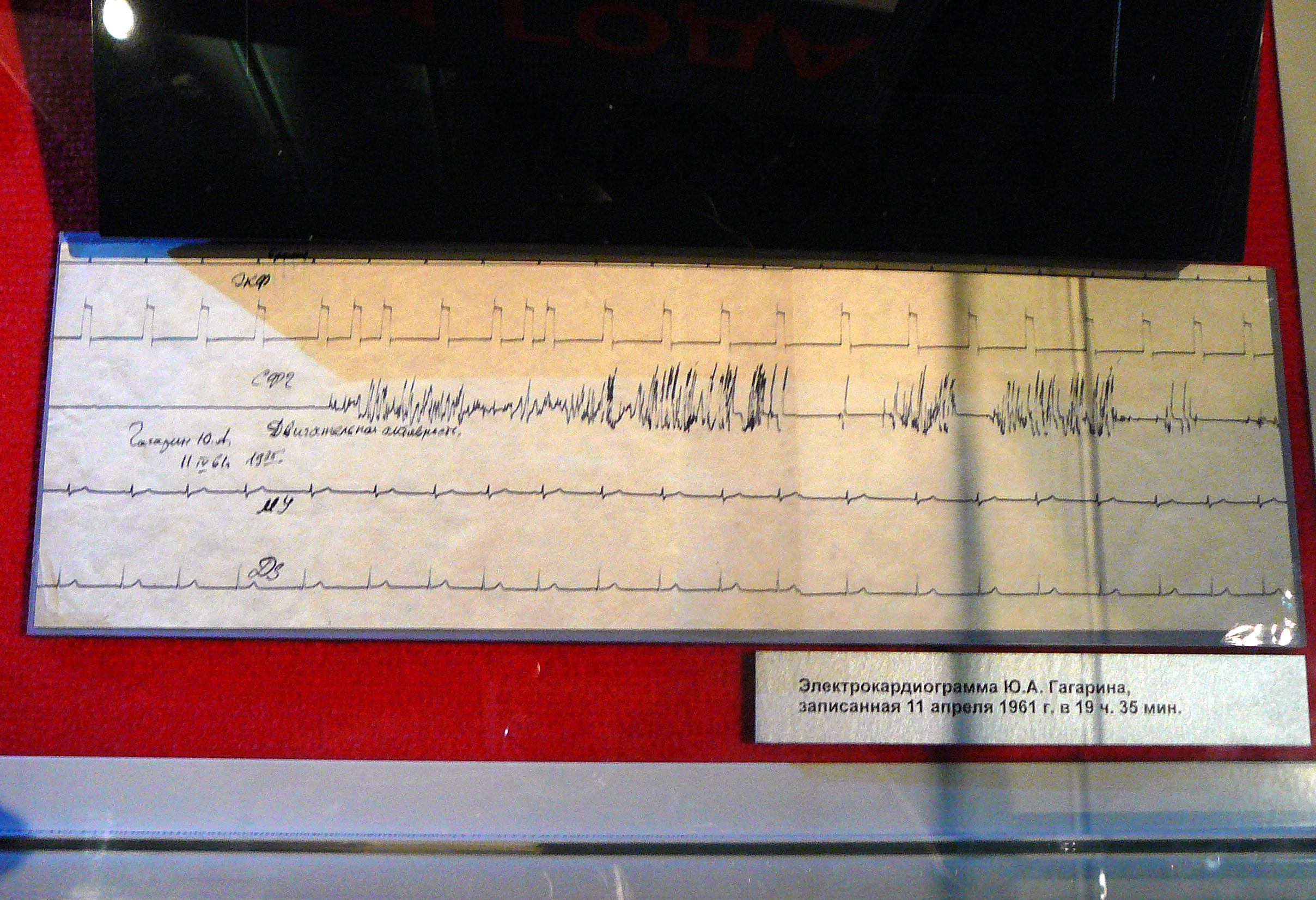
1961년 4월 11일, 19시간 35분 동안 기록된 가가린의 심전도. 모스크바의 우주비행사 박물관에 전시되어 있다.

1961년 4월 11일 아침 바이코누르 우주 기지에서 보스토크-K 로켓과 부착된 보스토크 3KA 우주 캡슐이 함께 수평 자세로 발사대로 수 킬로미터 이송되었다. 발사대에 도착하자 기술자들은 모든 것이 정상인지 확인하기 위해 부스터를 신속하게 검사했다. 눈에 보이는 문제가 발견되지 않자 부스터는 LC-1에 세워졌다. 모스크바 시간 10시 0분에 가가린과 티토프는 비행 계획을 최종 검토했다. 그들은 다음날 모스크바 시간 9시 7분에 발사가 예정되어 있다는 통보를 받았다. 이 시간은 캡슐이 아프리카 상공을 비행하기 시작할 때, 즉 재진입을 위해 역추진 로켓을 발사해야 할 때 태양 조명이 방향 시스템의 센서에 이상적이기에 선택되었다.
18:00에 다양한 생리적 수치를 측정한 후 의사들은 우주비행사들에게 다가오는 임무에 대해 논의하지 말라고 지시했다. 그날 저녁 가가린과 티토프는 음악을 듣고, 당구를 치며 어린 시절 이야기를 나누며 휴식을 취했다. 21시 50분, 두 사람은 숙면을 보장하기 위해 수면제를 제공받았지만 둘 다 거절했다. 의사들은 우주비행사들에게 센서를 부착하여 밤새도록 상태를 모니터링했으며 두 사람 모두 잘 잤다고 믿었다. 가가린의 전기 작가 도란과 비조니는 가가린과 티토프 모두 그날 밤 잠을 자지 않았다고 말했다. 수석 기술자 세르게이 코롤료프는 임박한 우주 비행으로 인한 불안으로 그날 밤 잠을 자지 않았다.

### 임무 전 가가린의 성명서
가가린은 임무가 시작되기 전 소련과 전 세계를 향해 언론에 발표할 성명을 만들었다.

친애하는 친구, 친밀하거나 낯선 분, 동포 여러분, 모든 나라와 대륙의 남성과 여성 여러분!

몇 분 후면 강력한 우주선이 저를 저 먼 우주로 데려다 줄 것입니다. 발사 전 이 마지막 순간에 여러분에게 무슨 말을 할 수 있을까요? 저는 제 지난 인생 전체가 하나의 멋진 순간으로 보입니다. 지금까지 제가 경험하고 해왔던 모든 것은 이 순간을 위한 준비 과정이었습니다. 우리가 열정적으로 오랫동안 훈련해온 시험이 코앞에 다가온 지금 제 감정을 표현하기 어렵다는 것을 이해해주셨으면 합니다. 역사상 최초의 이 비행을 제안받았을 때 제가 느꼈던 감정은 말할 필요도 없을 것 같습니다. 기쁨이었나요? 아니요, 그 이상이었어요. 자부심? 아니요, 단순한 자부심이 아니었습니다. 저는 큰 행복을 경험했습니다. 우주에서 최초로 자연과의 전례 없는 대결을 벌인다는 것, 그보다 더 큰 꿈을 꿀 수 있습니까?

하지만 제게 주어진 막중한 책임감이 떠올랐습니다. 여러 세대의 사람들이 꿈꿔왔던 일을 최초로 해내고, 인류가 우주로 가는 길을 최초로 개척하는 것... 저에게 주어진 임무보다 더 어려운 임무가 있을까요? 그것은 한 사람이나 수십 명, 심지어 집단에 대한 책임이 아닙니다. 그것은 모든 소비에트 국민, 모든 인류, 현재와 미래에 대한 책임입니다. 그럼에도 불구하고 내가 이 비행을 감행하는 것은 내가 공산주의자이기 때문이며, 내 동포인 소비에트 남성과 여성들의 전례 없는 업적에서 힘을 얻었기 때문입니다. 나는 이 임무를 수행하기 위해 모든 의지를 모아야 한다는 것을 알고 있습니다. 그 중요성을 깨달은 나는 공산당과 소비에트 인민의 임무를 수행하기 위해 최선을 다할 것입니다.

우주 비행을 시작하게 되어 기쁘나요? 물론입니다. 모든 시대와 모든 시대에 인간의 가장 큰 기쁨은 새로운 발견에 참여하는 것이었습니다.

저는 이 첫 우주 비행을 우리 소련 국민들이 이미 진입하고 있고, 지구상의 모든 사람들이 진입하게 될 사회인 공산주의 국민들에게 바치고 싶습니다.

이제 시작까지 몇 분 남지 않았습니다. 긴 여정을 떠날 때 사람들이 서로에게 늘 말하듯이 친애하는 친구 여러분에게 작별 인사를 고합니다. 저는 저를 아는 사람이나 모르는 사람, 친한 친구나 낯선 사람 모두 여러분 모두를 포용하고 싶습니다.

곧 뵙겠습니다!

## 우주 임무

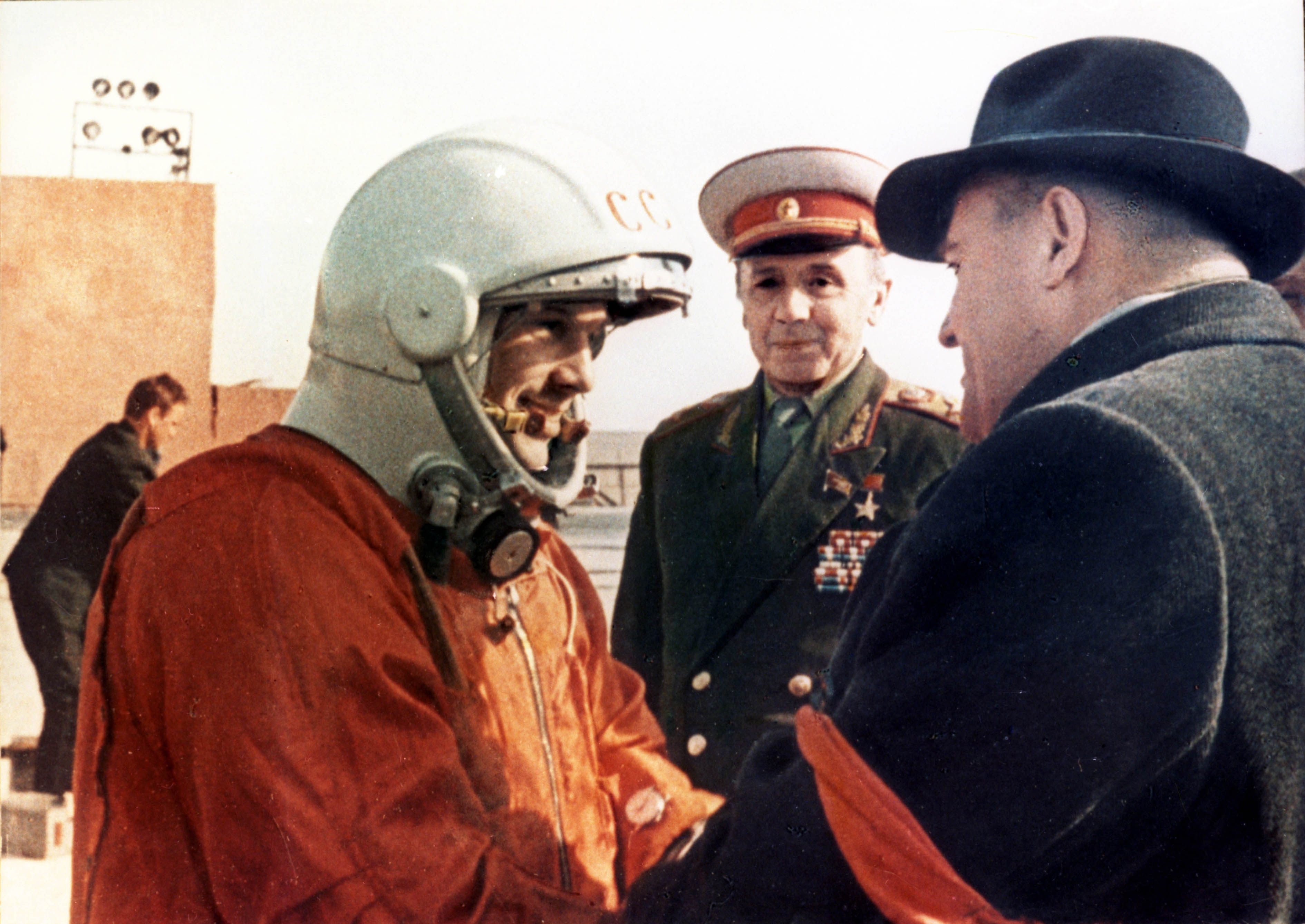
비행 전 사진: 가가린, 모스칼렌코, 코롤료프

모스크바 시간으로 1961년 4월 12일 아침 5시 30분, 가가린과 그의 백업 티토프는 공군 의사에 의해 깨어났다. 짧은 아침 식사와 최종 건강 검진이 뒤따랐다. 아침 식사를 하고 우주복을 입은 후 발사대로 이동했다. 가가린은 보스토크 1호 우주선에 탑승했고, 현지 시간으로 7시 10분(UTC 04:10)에 무선 통신 시스템이 켜졌다. 가가린이 우주선에 탑승하자, 가가린의 사진이 선내 카메라를 통해 발사 통제실의 텔레비전 화면에 나타났다. 발사가 이뤄지기 전까지 가가린은 임무의 메인 캡콤과 수석 디자이너 세르게이 코롤레프, 니콜라이 카마닌 및 다른 몇 명과 대화를 나누었다.
일련의 테스트와 점검을 거쳐 가가린이 우주선에 들어간 지 약 40분 후  해치가 닫혔다. 그러나 가가린은 해치가 제대로 밀봉되지 않았다고 보고했으며 기술자들은 약 15분 동안 모든 나사를 제거하고 해치를 다시 밀봉했다. 2014년 사망 기사에 따르면 보스토크의 수석 디자이너인 올레크 이바놉스키가 개인적으로 해치 재조립을 도왔다. 최근 설명에 따르면 표시가 거짓이라고 언급했기 때문에 해치가 실제로 제대로 밀봉되지 않았는지에 대해 약간의 의견 차이가 있다.

### 발사

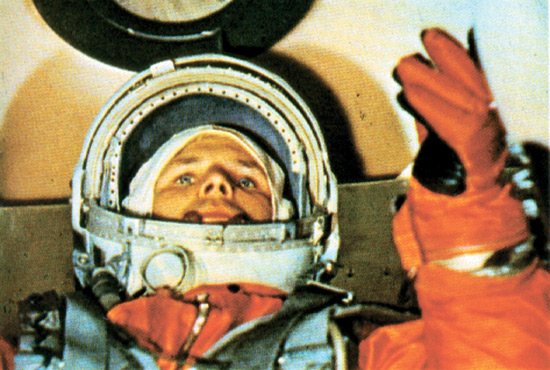
출발 전 보스토크에 탑승한 가가린

발사 몇 초 전에, 첫 번째와 두 번째 로켓 단계의 다섯 엔진의 점화 순서가 시작되었다. 로켓이 거의 400톤의 최대 추진력에 도달한 후, 네 개의 팔이 느슨해졌다. 모스크바 시간으로 1961년 4월 12일 9시 6분 59.7초, 보스토크 1호는 유리 가가린과 함께 발사되었다.
시작합시다! 좋은 비행 되길 바랍니다. 모든 게 괜찮습니다.— 세르게이 코롤료프

포예할리! (가자!) 잘 가, 곧 보자, 사랑하는 친구들.— 유리 가가린

보스토크 로켓이 상승하는 동안, 가속도 증가로 인해 g-포스가 증가하여 가가린을 의자로 밀어 넣었다. 비행 시작 후 119초 후, 네 개의 부스터로 구성된 첫 번째 단계가 분리되었다. 거의 1분 후, 발사 시 우주선을 둘러싸고 있던 페이로드 페어링의 폭발이 뒤따랐다. 5g의 부하로, 가가린은 말하는 데 약간의 어려움이 있었다. 5분의 비행 시간 후, 두 번째 단계의 엔진이 꺼졌고, 이는 g-포스를 빠르게 줄이고 가가린을 그의 좌석 벨트로 밀어 넣었다. 두 번째 단계를 분리한 후, 세 번째 단계 엔진은 보스토크를 궤도 속도로 가속시켰다. 가가린의 맥박은 시작 단계에서 분당 150회의 정점에 도달했다. 9시 21분 MSK - 이륙 후 676초 - 우주선은 세 번째 로켓 단계가 분리된 직후 지구 궤도에 도달했다. 발사체의 성능 저하로 인해 보스토크 우주선은 의도한 궤도보다 높은 궤도에 도달했다. 궤도의 원점(가장 큰 지구 거리)은 계획된 값보다 70km 높았다. 만약 역추진 점화가 실패했다면, 이것은 더 긴 비행으로 이어졌을 것이다.

### 궤도 비행

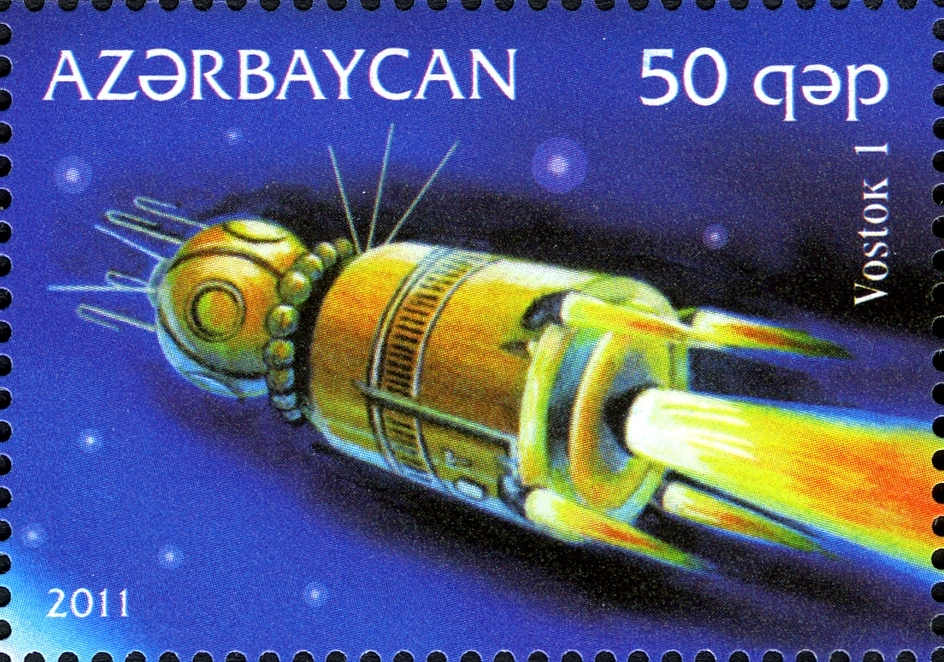
2011년 아제르바이잔 우표

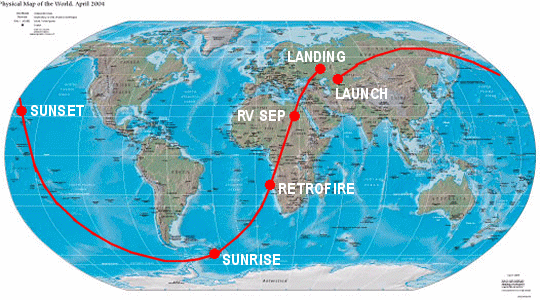
가가린의 전체 궤도 궤적의 지상 추적. 지구의 동쪽 자전으로 인해 착륙 지점은 이륙 지점보다 서쪽에 있다.

지구의 궤도에 진입한 직후, 가가린은 제어 센터와 무선 연결을 설정했고 그가 매우 기분이 좋다는 것을 확인했다. 그는 또한 창문 중 하나를 볼 때 받은 인상을 묘사했다.
지구가 보여요! 구름이 보입니다. 감탄스러울 정도로 아름답습니다!"— 유리 가가린

비행이 끝난 후, 가가린은 산맥, 광범위한 숲, 섬 및 해안 지역을 명확하게 볼 수 있다고 썼다. 게다가, 그는 무중력 상태에 대한 그의 습관이 순조롭게 진행되었다고 언급했다.
나는 어떤 생리학적 어려움도 느끼지 못했습니다. 무중력의 느낌은 (지상의) 조건에 비해 조금 이상했습니다. 여기서 당신은 정지된 것처럼 느껴집니다. 꽉 끼는 스프링 시스템이 가슴을 확실히 압박합니다. (..) 나중에는 익숙해져서 불편한 점은 느끼지 않았습니다다.— 유리 가가린

비행 내내, 가가린은 주기적으로 그의 건강과 우주선 시스템의 상태를 설명했다. 그의 보고서는 단파 주파수 9.019MHz 및 20.006MHz와 초단파 주파수 143.625MHz의 무선 송신기를 통해 소련의 지상국으로 전송되었다. 또한, 우주선이 지구 라디오 방송국의 범위 내에 있지 않다면 가가린의 발언은 테이프 레코더로 녹음될 수 있다. 캡슐에는 두 대의 텔레비전 카메라가 장착되어 가가린의 옆 모습과 정면 모습을 제공했다.
비행 중 가가린의 작업량은 극히 낮았다. 보스토크 1호에서 과학적 연구 수행은 계획되지 않았다. 가가린은 주로 지구 표면을 관찰하고 캡슐에 탑재된 장치를 모니터링하기 위해 궤도에서의 시간을 사용했다. 의료진은 무중력 상태가 우주비행사에게 부정적인 영향을 줄 수 있다는 우려를 표명했기 때문에, 우주선의 수동 제어는 비행 전에 차단되었다. 가가린은 수동 제어 시스템의 잠금을 해제하기 위해 6자리 코드를 입력해야 했다. 그는 처음 세 자리 숫자를 알고 있었고, 코드의 나머지 세 자리는 무선 통신이 두절된 경우에만 열 수 있도록 허용된 특수 봉투에 보관되었다.
MSK 오전 9시 49분에, 보스토크 1호는 태평양 너머로 지구의 그림자에 진입했다. 가가린은 나중에 낮과 밤 사이의 전환이 매우 갑작스럽다고 설명했다. 오전 9시 51분경, 자세 제어 태양 센서가 활성화되었고, 나중에 감속 점화를 위해 우주선이 정렬되었다. 또한, 오전 9시 57분에는 착륙 시스템을 시작하는 명령이 하바롭스크의 지상국에 의해 우주선으로 보내졌다. 한편, 가가린은 그 당시 남태평양을 넘어 케이프 혼을 향해 비행하고 있었지만, 그가 미국을 넘어 있다고 거짓으로 보고했다.
지구 궤도가 끝날 무렵, 가가린은 튜브에 압축된 소량의 음식을 먹었다. 그는 음식 섭취에 아무런 문제가 없었지만, 퓌레로 만든 음식은 지상의 음식을 대체할 수 없다고 말했다. 전체적으로, 운반된 음식은 2,772 킬로칼로리의 영양가를 가지고 있었으며, 소련 과학 아카데미의 전문가들이 계산한 것이다.

### 재진입과 착륙

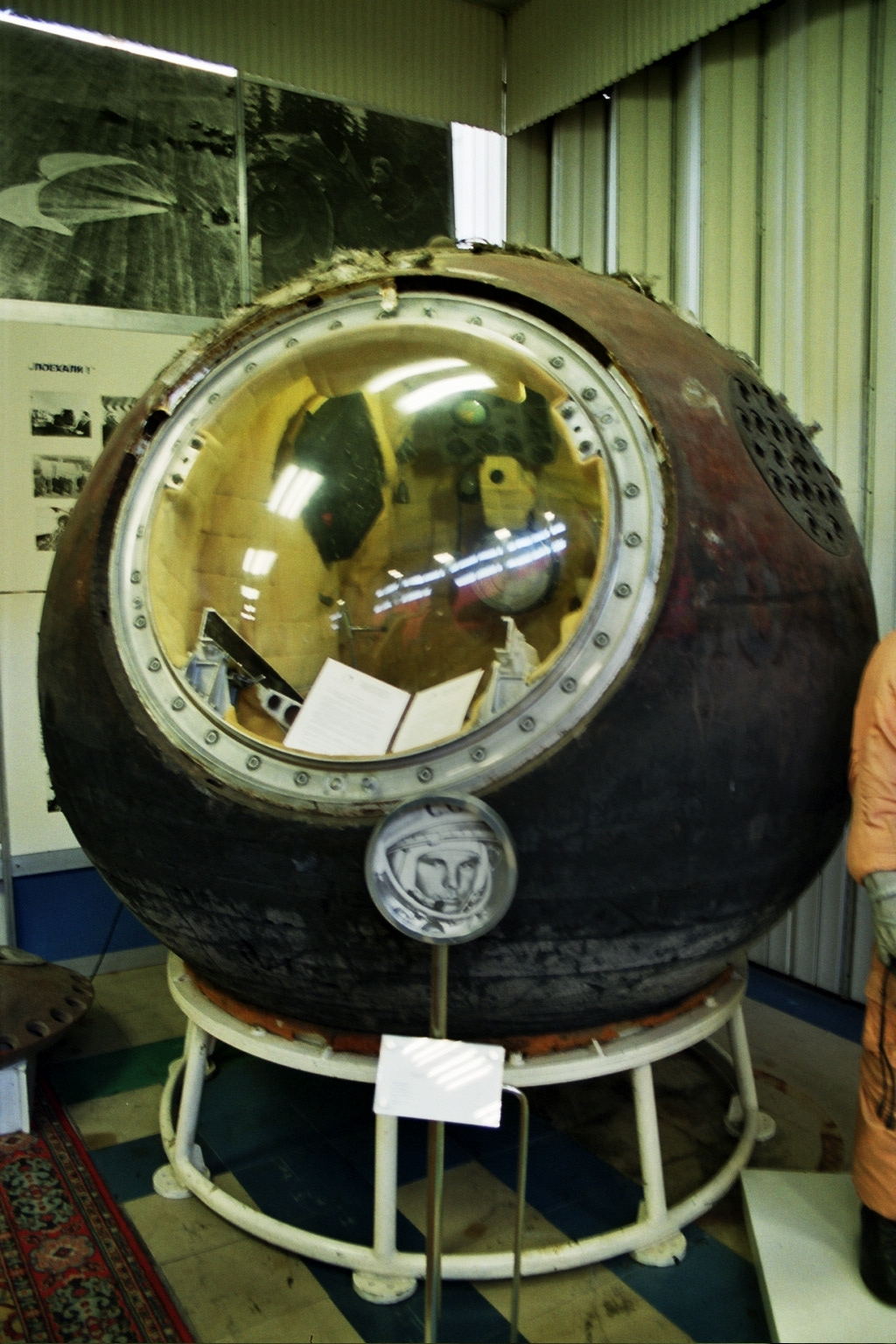
RKK 에네르기아 박물관에 전시된 보스토크 1호 재진입 모듈

모스크바 시간 10시 25분(07:25 UTC), 우주선의 자동 시스템에 의해 우주선은 역추진 로켓 점화에 필요한 자세로 전환되었고, 곧이어 액체연료 엔진이 착륙지점으로부터 약 8,000km(4,300해리) 떨어진 앙골라 인근 아프리카 서해안 상공에서 약 42초간 점화되었다. 비행 궤도는 역추진 로켓 오작동 시 생명 유지 시스템 기능 한계인 13일 이내에 궤도 붕괴로 재진입을 유발하도록 설정되어 있었으나, 실제 궤도는 계획과 달라 20일이 지나서야 하강할 수 있었다.
재진입 분사 10초 후 보스토크 서비스 모듈을 재진입 모듈(코드 명 "작은 공"(러시아어: шарик))과 분리하라는 명령이 전송되었지만 장비 모듈이 예기치 않게 전선 묶음으로 재진입 모듈에 부착 된 채로 남아있었다. 모스크바 시간 10시 35분 경(07:35 UTC), 우주선의 두 부분은 재진입을 시작했고, 보스토크 1호가 이집트에 가까워지면서 강한 회전을 거쳤다. 이 시점에서 연결된 전선이 끊어지고 두 모듈이 분리되고 재진입 모듈은 적절한 재진입 자세로 안정되었다. 가가린은 계속되는 선회에도 불구하고 "모든 것이 괜찮다"고 전보를 보냈다. 그는 나중에 선회가 임무를 위태롭게 하지 않는다고 (그리고 재진입 모듈의 둥근 모양 때문에 발생한 것으로) 정확한 추론을 했기 때문에 "소음을 내고 싶지 않았다"고 보고했다. 가가린은 하강을 계속하면서 재진입 중 약 8g의 중력을 경험하면서도 의식을 유지했다. (가가린 자신의 보고서에는 "10g 이상"이라고 명시되어 있다.)
7km 높이에서, 우주선의 주낙하산이 펼쳐졌다. 잠시 후, 가가린의 머리 뒤 해치는 폭발물을 터뜨려 분리되었고, 2초 후 발사 좌석에 의해 착륙 캡슐에서 사출되었다. 착륙 지역은 우주비행사들의 훈련 점프가 진행된 사라토프 근처의 예상 지역에서 가까운 거리에 있었다. 가가린은 그의 좌석에서 분리되었고, 낙하산이 펼쳐졌다. 착륙 직전에, 예비 낙하산도 전개되었지만, 주요 낙하산의 선에 전개되거나 걸리지 않았다. 오전 10시 55분, 가가린은 1시간 48분의 비행 후 비교적 부드럽게 휴경지에 착륙했다. 착륙 지점(북위 51° 16′ 14″ 동경 45° 59′ 50″ / 북위 51.270682°  동경 45.99727° )은 사라토프주 옌겔스에서 남서쪽으로 26km 떨어진 스멜롭카 마을 인근이었다. 한편, 빈 착륙 캡슐은 약 2.5km 떨어진 집 근처의 작은 계곡에 가가린에 조금 앞서 착륙했다. 며칠 후 우주선의 착륙 지점에 기념비가 세워졌다.
비행 후 가가린을 처음 발견한 사람은 지역 산림 관리인인 안나 타흐타로바와 그녀의 여섯 살 손녀 리타였다. 가가린은 그들을 진정시키고 헬멧의 단추를 풀어달라고 요청했다. 가가린은 후에 "제가 우주복을 입고 낙하산을 끌고 걸어가는 모습을 본 아이들은 두려움에 떨며 뒤로 물러나기 시작했다. 나는 그들에게 '나는 당신과 같은 소련 시민으로 우주에서 내려왔으며 모스크바에 전화할 전화기를 찾아야 한다'고 말했다."
곧 가시예프 소령과 지역 집단 농부와 군인들이 현장에 도착했다. 한 무리의 군인들은 착륙 모듈을 경비했고, 다른 그룹은 가가린을 부대로 데려갔다. 그곳에서 가가린은 방공사단 사령관에게 전화로 다음과 같이 보고했다.
공군 총사령관에게 전달하십시오. 저는 임무를 완료하고 주어진 지역에 착륙했으며 기분이 좋고 타박상이나 고장이 없습니다. 가가린.

## 반응 및 유산

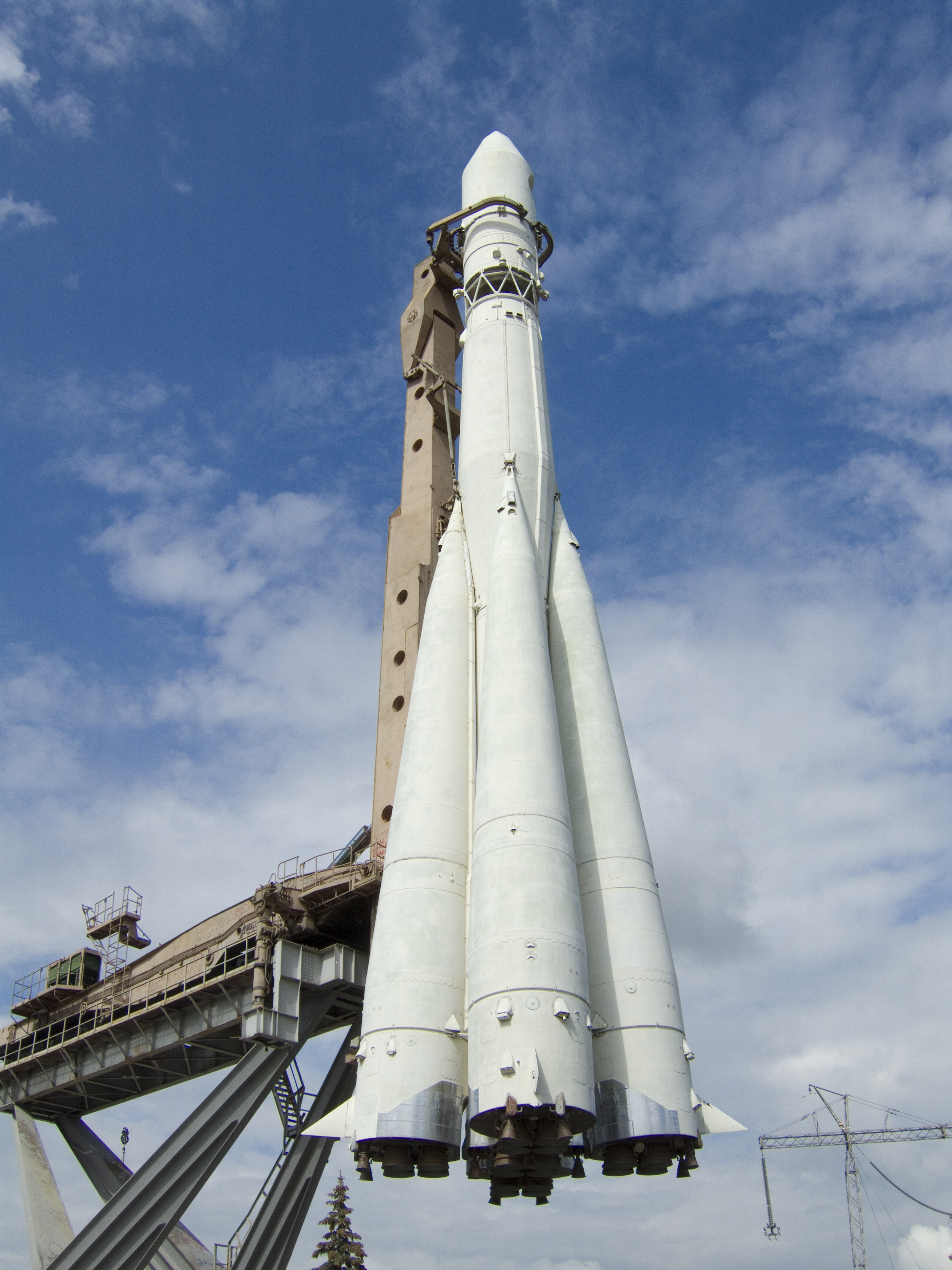
보스토크 로켓 모형

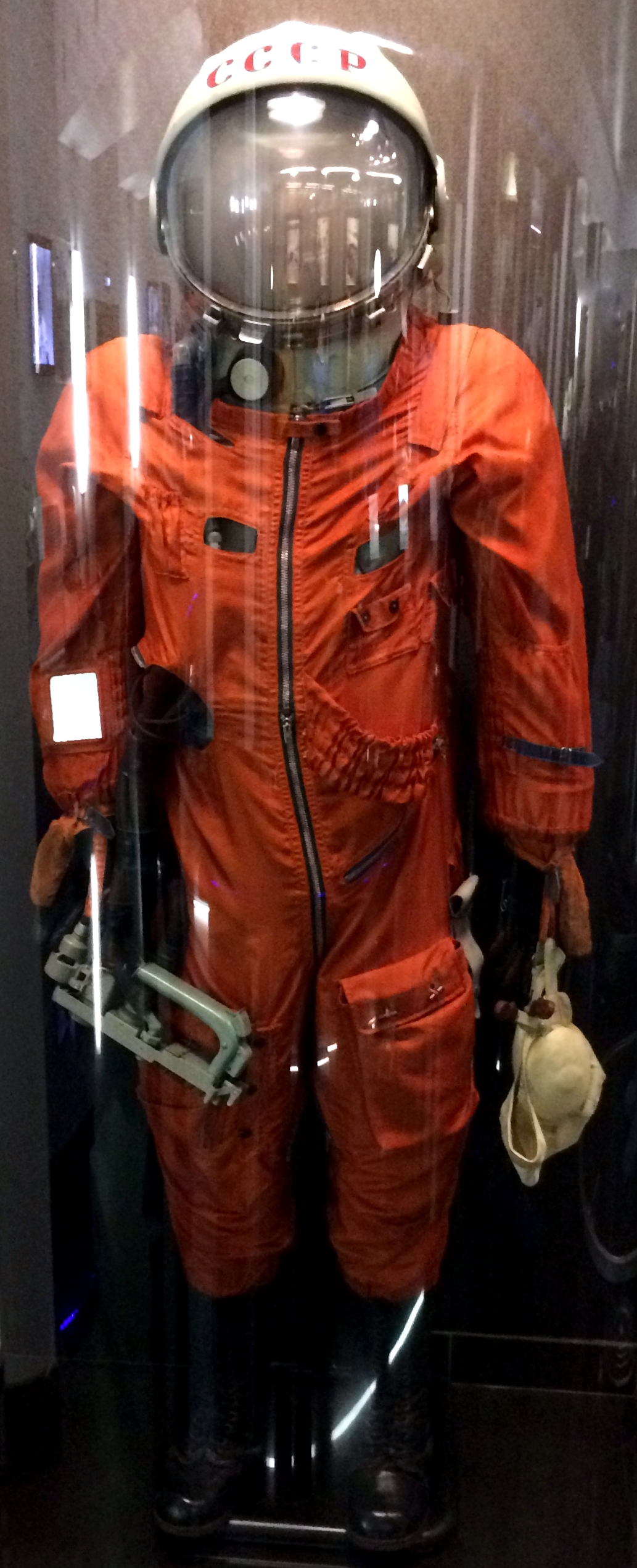
가가린의 우주복

### 소련의 반응
가가린의 비행은 가가린이 아직 궤도에 있는 동안 발표되었다. 소련의 로켓 발사 소식은 보통 사건이 종료된 후에 방송되지만, 세르게이 코롤레프는 당 중앙위원회에 가능한 한 빨리 발표해야 한다고 설득하기 위해 메모를 작성했다.

"우리는 다음과 같은 이유로 위성 우주선이 궤도에 진입한 직후에 첫 번째 타스 보고서를 발표하는 것이 바람직하다고 생각합니다
(a) 구조가 필요한 경우 신속한 구조 조직을 용이하게 할 수 있습니다.
(b) 외국 정부가 우주 비행사가 군사 정찰병이라고 선언하는 것을 방지할 수 있습니다.

발사 소식은 공식 통신사 타스를 통해 소련에 퍼졌다. 이 기사는 발사 전에 NII-4 군사 연구소에서 작성되었으며, 소련의 주요 언론 기관에 사전에 전달되었다. 성공적으로 발사된 지 55분 후, 이 기사는 마침내 유명한 뉴스캐스터 유리 레비탄이 모스크바 라디오에서 낭독했다.
"여기는 모스크바 라디오입니다. 이 메시지는 소련의 모든 라디오 방송국에서 방송됩니다. ...... 세계 최초의 우주선인 '보스토크'는 오늘 소련에서 우주선을 타고 지구 상공의 궤도로 발사되었습니다. 우주선 '보스토크'의 우주 비행 조종사는 소비에트 연방 사회주의 공화국의 시민이며, 비행장교인 유리 알렉세예비치 가가린입니다."

공식 기관들은 가가린의 낙하산 착륙을 알려지지 않은 이유로 은폐했으며, 항상 가가린과 함께 우주선의 부드러운 착륙에 대해 이야기했다. 그러나 콤소몰스카야 프라우다에는 검열되지 않은 기사(일부 동독 신문도 실렸음)가 나왔는데, 그의 특파원은 착륙지의 마을 주민들과 이야기하고 착륙에 대한 진실한 기사가 보도되었다.
이 비행은 자본주의에 대한 사회주의 체제의 우월성을 입증한 소비에트 과학 기술의 위대한 승리로 축하받았다. 모스크바와 소련의 다른 도시에서는 제2차 세계대전 승전 퍼레이드에 버금가는 대규모 행사가 열렸다.  14일 아침, 가가린은 소수의 공무원들과 특파원들과 함께 모스크바로 날아갔고, 그곳에서 그의 귀환을 축하하는 공식 행사가 열렸다. 브누코보 국제공항에 착륙했을 때, 1945년 승전 이후 가장 큰 군중이 모스크바 거리에 모였다. 가가린은 소비에트 연방영웅 칭호를 받았고, 그의 비행을 기념하기 위해 기증된 소련의 우주비행사라는 칭호를 받았다. 자동차 행렬이 가가린과 함께 붉은 광장으로 향했고, 그곳에는 우주 프로그램에 참여한 사람들 외에 니키타 흐루쇼프, 레오니트 브레즈네프, 프롤 코즐로프와 같은 소련 공산당 지도자들이 모여 있었다.
4월 12일은 소련에서 우주 비행의 날로 선포되었으며, 오늘날 러시아에서는 공식 "러시아 기념일" 중 하나로 기념되고 있다. 2011년에는 유엔에서 국제 인간 우주 비행의 날로 선포되었다.
가가린의 비공식적인 대답 "포예할리!"(Пое́хали!, "가자!")는 인류 역사에서 우주 시대의 도래를 나타내는 데 사용되는 역사적 문구가 되었다. 나중에 그 구절은 가가린에게 헌정된 소련 노래의 후렴구에 포함되기도 했다.
소련 언론은 나중에 우주선에 탑승하기 몇 분 전에 가가린이 연설을 했다고 보도했다. 역사학자 아시프 시디키에 따르면, 가가린은 실제로 모스크바에서 훨씬 일찍 녹음된 "익명의 연설문 작가들이 준비한 진부한 연설을 강요당했다"고 했다.:274

### 미국의 반응

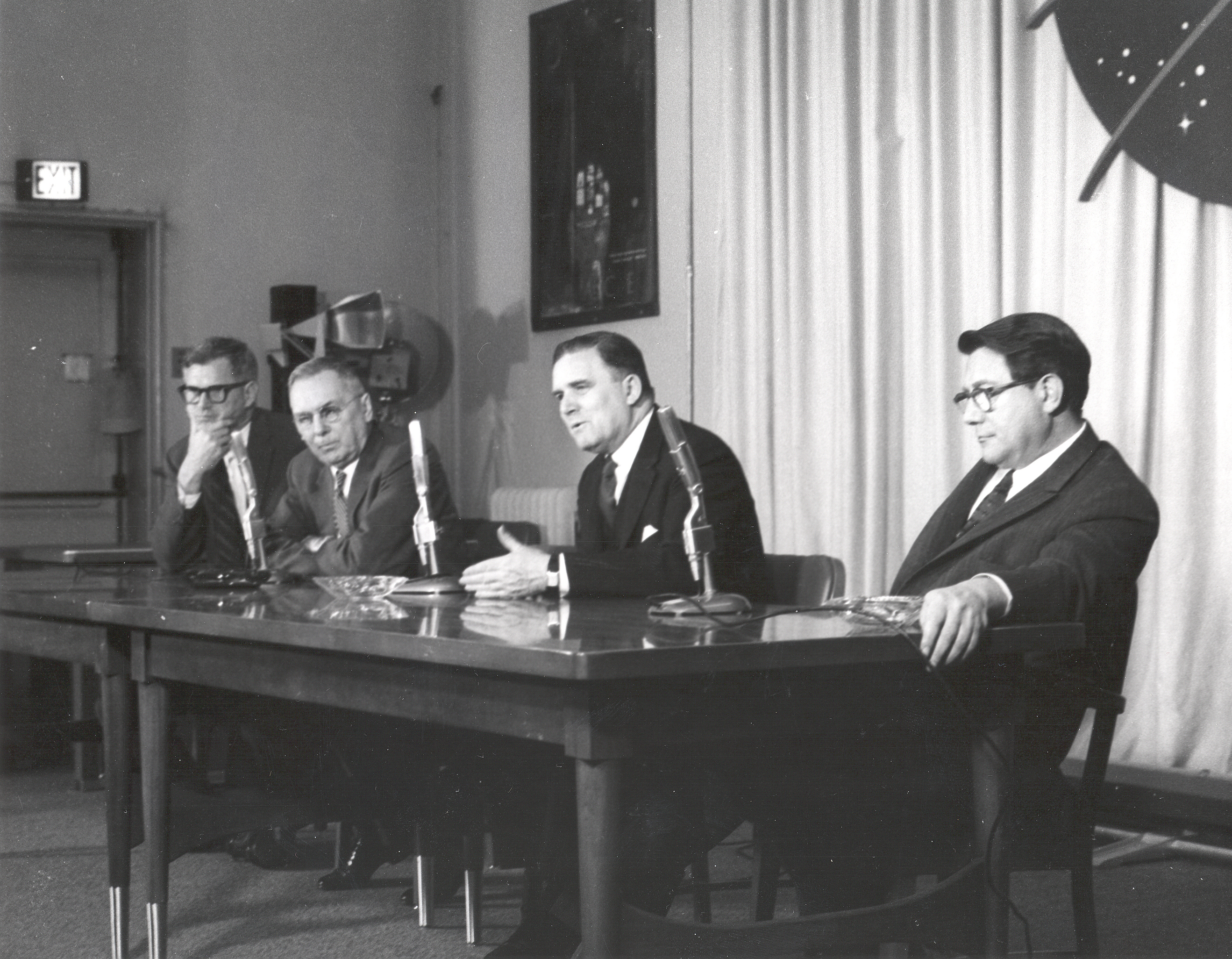
보스토크 1호 발사에 대한 NASA의 기자회견

미국에서는 보스토크 1호가 4년 전 스푸트니크 1호와 비슷한 반응을 일으켰는데, 이 때문에 이러한 반응을 "가가린 쇼크"라고 부르기도 한다.
보스토크 1호 비행 당시 미국은 최초의 유인 우주 비행인 머큐리-레드스톤 3호 발사를 앞두고 있었지만, 선발된 우주비행사 앨런 셰퍼드는 머큐리 캡슐을 타고 지구 궤도를 도는 것이 아니라 고고도 하위 궤도 임무만 수행하기로 되어 있었다. 베르너 폰 브라운이 이끄는 팀은 발사체의 다양한 수정 사항을 테스트하기 위해 또 다른 무인 시험 비행을 추진하면서 머큐리-레드스톤 3호의 발사가 이전 시험 비행 중 문제로 인해 지연되었다. 그 결과 미국 우주국 NASA는 1961년 5월 초에야 머큐리-레드스톤 3호를 발사할 수 있었다.
보스토크 1호가 발사되기 며칠 전, 미국 정보국 CIA는 임박한 유인 비행에 대한 정보를 입수했다. 비행 시작 20분 후, 알류샨 열도의 레이더 기지에서 NSA 정보국은 보스토크 우주선으로부터 선실에 있는 텔레비전 신호를 수신했다. 이 메시지는 워싱턴의 CIA 본부로 전달되었고, 그곳에서 존 F. 케네디 대통령을 위한 보고서가 작성되었다.
미국이 소련의 승리에 뒤처지는 것을 보고 나보다 더 지친 사람은 없습니다. 올해는 우리의 노력을 실현할 수 있기를 바라지만, 우리는 뒤처져 있습니다. 뉴스는 나아지기 전에 더 나빠질 것이고, 우리가 따라잡기까지는 시간이 좀 걸릴 것입니다.— 존 F. 케네디 대통령의 성명

공식적으로 미국은 소련의 업적을 축하했다. 그러나  뉴욕 타임스 기자 아서 크록은 우주 비행이 냉전에 미칠 잠재적인 군사적 영향에 대한 두려움으로 인한 미국의 혼합된 감정을 묘사했으며, 디트로이트 프리 프레스는 소련의 의도에 대한 "의심과 의혹"이 아니었다면 "워싱턴, 런던, 파리 및 그 사이의 모든 지점 사람들이 거리에서 춤을 추었을 것"이라고 썼다. 다른 미국 작가들은 우주 비행이 공산주의를 대신하여 선전 승리를 거둔 것이라고 우려했다. 많은 미국 신문의 의견 페이지에서는 소련의 과학적 성과를 추월하기 위한 새로운 노력을 촉구했다.
당시 유엔 주재 미국 대사였던 애들레이 스티븐슨은 "소련 과학자들이 한 사람을 우주에 보내 살아 돌아오게 했으니, 나는 그들이 유엔을 다시 살아 돌아오게 하는 데도 도움이 되기를 바란다"고 말하며, 보다 진지한 어조로 우주 사용에 관한 국제 협정을 촉구했다. (1967년 우주 조약이 체결될 때까지 이뤄지지 않았다.)

### 세계 기록
국제 항공 연맹(FAI)은 가가린이 주장하는 세 가지 우주 기록을 공식적으로 인정했다: 궤도 비행 기간 - 108분, 지구 궤도 비행에서 가장 높은 고도 - 327 킬로미터, 지구 궤도 비행에서 가장 큰 질량 - 4,725 킬로그램
1961년 FAI 규정은 FAI 기록의 공식 우주 비행으로 간주되려면 조종사가 우주선과 함께 착륙해야 한다고 요구했다.:283 일부 동시대 소련 소식통은 가가린이 낙하산으로 따로 땅에 착륙했다고 밝혔지만, 소련은 공식적으로 가가린이 보스토크호를 타고 착륙했다고 주장했다; 정부는 우주 비행사에게 기자 회견을 하도록 강요했고, FAI는 비행을 인증했다. 소련은 1971년까지 가가린이 보스토크 하강 모듈과 별도로 분리되어 착륙했다는 것을 인정하지 않았다.:283 가가린의 우주 비행 기록은 그럼에도 불구하고 규칙을 개정한 FAI에 의해 인증되고 재확인되었으며, 조종사의 안전한 발사, 궤도 및 귀환의 중요한 단계가 달성되었음을 인정했다. 가가린은 우주로 간 최초의 인간이자, 지구 궤도를 선회한 최초의 인간으로 국제적으로 인정받고 있다.

### 유산

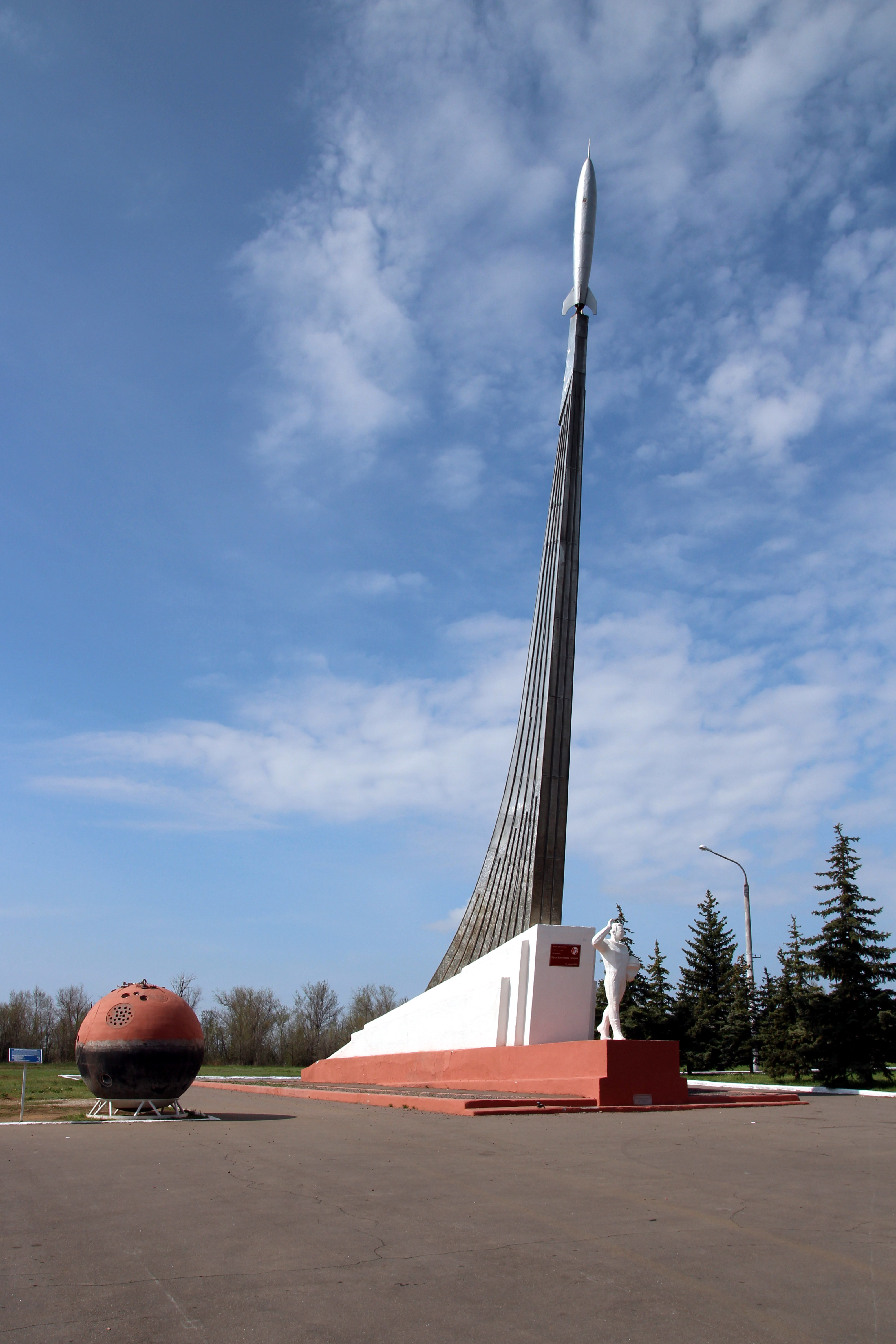
가가린 착륙 지점 기념비

착륙 지점은 현재 기념물 공원이 되었다. 공원의 중심 특징은 25m 높이의 기념물로, 쐐기 모양의 흰 돌 바닥에서 구부러진 금속 불꽃 기둥 위로 올라가는 은색 금속 로켓으로 이루어져 있다. 그 앞에는 우주복을 입고 한 팔로 인사하며, 다른 한 팔은 우주 헬멧을 들고 있는 3m 높이의 유리 가가린의 흰 석상이 있다.
보스토크 1호 재진입 캡슐은 코롤료프의 SP 코롤료프 로켓&스페이스 코퍼레이션 에네르기아 박물관에 소장되어 있다.
2011년 다큐멘터리 영화 제작자 인 크리스토퍼 라일리는 유럽 우주국의 우주 비행사 인 파올로 네스폴리와 파트너 관계를 맺고 역사적인 오디오 녹음을 국제 우주 정거장의 비디오와 일치시킴으로써 가가린이 우주선에서 지구를 보았을 새로운 영화를 촬영했다. 그 결과 제작된 영화 "첫 궤도"는 인간 우주 비행 50주년을 기념하기 위해 온라인에 공개되었다.

## 같이 보기
- 우주 비행의 날
- 국제 인간 우주 비행의 날
- 보스토크호는 러시아 제국 해군의 슬루프함으로, 1819년부터 1820년까지 남극 지역을 탐험하면서 남극 대륙을 처음 발견한 파비안 고틀리프 폰 벨링스하우젠 탐사대의 선도선이었다. 일부 출처에서는 보스토크라는 이름을 벨링스하우젠의 배와 연결하기도 한다.[59]